# Романюк Василь Сергійович
Василь Сергійович Романюк (нар. 1947) — український діяч, 1-й секретар Ярмолинецького райкому КПУ, голова Ярмолинецького райвиконкому Хмельницької області. Народний депутат України 1-го скликання.

## Біографія
Закінчив Кам'янець-Подільський сільськогосподарський інститут Хмельницької області, інженер-механік.
Член КПРС.
Закінчив Вищу партійну школу при ЦК КПУ.
На 1990 рік — 1-й секретар Ярмолинецького районного комітету КПУ Хмельницької області.
У 1990—1992 року — голова Ярмолинецької районної ради народних депутатів, голова виконавчого комітету Ярмолинецької районної ради народних депутатів Хмельницької області.
18.03.1990 року обраний народним депутатом Української РСР (2-й тур: 47,95 %, 14 претендентів). Входив до груп «Аграрники», «Земля i воля». Голова підкомісії з питань розвитку соціальної інфраструктури i використання соціальних об'єктів Комісії ВР України з питань відродження та соціального розвитку села.